# Goibniu
Goibhniu (ou Goibniu), o ferreiro, é um deus celta da antiga Irlanda seu nome deriva de Goban (Ferreiro). Deus da arte da ourivesaria, forma uma trindade com Credne e Luchta, que além do seu ofício de ferreiro mágico também é conhecido como promotor do Fled Goibnenn, um Banquete Sagrado.

Associado também à preparação de bebidas fermentadas (também era o deus da cerveja), algumas lendas contam que ele formulou e possuía uma poção da imortalidade, o elixir da vida eterna; Hefaistos (grego) era um deus ferreiro que também preparava cerveja. Seu nome preservou-se em Abergavenny (rio de Goibhniu).
Na mitologia galesa, seu equivalente é Govannon.

Na mitologia irlandesa Goibhniu era um dos filhos de Brígida e Tuireann e ferreiro dos Tuatha Dé Danann.

Ele e seus irmãos Creidhne e Luchtaine tornaram-se conhecidos como os Trí Dée Dána, "os três deuses de arte", que forjaram as armas que os Tuatha Dé usaram para combater os Fomorianos. Suas armas eram sempre letais e seu hidromel concedia invulnerabilidade a quem o bebesse.